# Ковалёв, Родион Васильевич
Родион Васильевич Ковалёв (1915 год, Приютное, Астраханская губерния, Российская империя — 1971 год) — колхозник, Герой Социалистического Труда (1948).
Работал скотником, конюхом в мясном совхозе № 107 Министерства совхозов СССР (позднее — совхоз имени 40 лет ВЛКСМ) в Приютненском районе Ставропольского края.
Указом Президиума Верховного Совета СССР от 27 июля 1948 года за достижения в трудовой деятельности и развитии животноводстваудостоен звания Героя Социалистического Труда с вручением ордена Ленина и золотой медали «Серп и Молот».
Участвовал во Всесоюзной выставке ВДНХ.
Память
- В Элисте на Аллее героев установлен барельеф Родиона Васильевича Ковалёва.